# Thomas Lyon-Bowes
Thomas George Lyon-Bowes (6 de febrero de 1801 – 27 de enero de 1834),  Fue tatarabuelo de la reina Isabel muy conocido como Lord Glamis, fue el heredero al condado de Strathmore y Kinghorne. Era el único hijo de Tomás Lyon-Bowes, XI conde de Strathmore y Kinghorne y de Mary Elizabeth Carpenter.
Contrajo matrimonio, el 21 de diciembre de 1820, con Charlotte Grimstead, hija de Joseph Valentine Grimstead y Charlotte Sarah Jane Walsh.
Tuvieron cinco hijos:
- Frances Lyon (m. en infancia)
- Thomas Lyon-Bowes (18 de octubre de 1821 – 18 de octubre de 1821).
- Tomás Lyon-Bowes, XII conde de Strathmore y Kinghorne (28 de septiembre de 1822 – 13 de septiembre de 1865).
- Claudio Bowes-Lyon, XIII conde de Strathmore and Kinghorne (21 de julio de 1824 –16 de febrero de 1904).
- Charlotte Lyon (1826 – 22 de octubre de 1844).

Thomas murió a la edad de 32 años, haciendo a su hijo mayor heredero del condado de Strathmore y Kinghorne.
Su hijo Claudio Bowes-Lyon fue padre a su vez del Claude Bowes-Lyon (conde de Strathmore y Kinghorne) y Claude tuvo una hija que fue la Reina Madre.